# WTA Houston
Das WTA Houston (offiziell: Virginia Slims of Houston) war ein Damen-Tennisturnier der WTA Tour, das in der texanischen Stadt Houston ausgetragen wurde.

## Siegerliste

### Einzel
| Jahr | Siegerin                     | Finalgegnerin                | Ergebnis                     |
| ---- | ---------------------------- | ---------------------------- | ---------------------------- |
| 1970 | Rosemary Casals              | Judy Tegart Dalton           | 5:7, 6:1, 7:5                |
| 1971 | Billie Jean King             | Kerry Reid                   | 6:4, 4:6, 6:1                |
| 1972 | Das Turnier fand nicht statt | Das Turnier fand nicht statt | Das Turnier fand nicht statt |
| 1973 | Françoise Dürr               | Rosemary Casals              | 6:4, 1:6, 6:4                |
| 1974 | Chris Evert                  | Virginia Wade                | 6:3, 5:7, 6:1                |
| 1975 | Chris Evert                  | Margaret Court               | 6:3, 6:2                     |
| 1976 | Martina Navratilova          | Chris Evert                  | 6:3, 6:4                     |
| 1977 | Martina Navratilova          | Sue Barker                   | 7:6, 7:5                     |
| 1978 | Martina Navratilova          | Billie Jean King             | 1:6, 6:2, 6:2                |
| 1979 | Martina Navratilova          | Virginia Wade                | 6:3, 6:2                     |
| 1980 | Billie Jean King             | Martina Navratilova          | 6:1, 6:3                     |
| 1981 | Hana Mandlíková              | Bettina Bunge                | 6:4, 6:4                     |
| 1982 | Bettina Bunge                | Pam Shriver                  | 6:2, 3:6, 6:2                |
| 1983 | Martina Navratilova          | Sylvia Hanika                | 6:3, 7:6                     |
| 1984 | Hana Mandlíková              | Manuela Maleewa              | 6:4, 6:2                     |
| 1985 | Martina Navratilova          | Elise Burgin                 | 6:4, 6:1                     |
| 1986 | Chris Evert-Lloyd            | Kathy Rinaldi                | 6:4, 2:6, 6:4                |
| 1987 | Chris Evert                  | Martina Navratilova          | 3:6, 6:1, 7:6                |
| 1988 | Chris Evert                  | Martina Navratilova          | 6:0, 6:4                     |
| 1989 | Monica Seles                 | Chris Evert                  | 3:6, 6:1, 6:4                |
| 1990 | Katerina Maleewa             | Arantxa Sánchez Vicario      | 6:1, 1:6, 6:4                |
| 1991 | Monica Seles                 | Mary Joe Fernández           | 6:4, 6:3                     |
| 1992 | Monica Seles                 | Zina Garrison                | 6:1, 6:1                     |
| 1993 | Conchita Martínez            | Sabine Hack                  | 6:3, 6:2                     |
| 1994 | Sabine Hack                  | Mary Pierce                  | 7:5, 6:4                     |
| 1995 | Steffi Graf                  | Åsa Carlsson                 | 6:1, 6:1                     |

### Doppel
| Jahr | Siegerinnen                          | Finalgegnerinnen                    | Ergebnis                     |
| ---- | ------------------------------------ | ----------------------------------- | ---------------------------- |
| 1970 | Doppel wurde nicht gespielt          | Doppel wurde nicht gespielt         | Doppel wurde nicht gespielt  |
| 1971 | Rosemary Casals Billie Jean King     | Judy Tegart Françoise Dürr          | 6:3, 1:6, 6:4                |
| 1972 | Das Turnier fand nicht statt         | Das Turnier fand nicht statt        | Das Turnier fand nicht statt |
| 1973 | Mona Schallau Pam Teeguarden         | Françoise Dürr Betty Stöve          | 6:3, 5:7, 6:4                |
| 1974 | Janet Newberry Wendy Overton         | Sue Stap Virginia Wade              | 4:6, 7:5, 6:2                |
| 1975 | Françoise Dürr Betty Stöve           | Evonne Goolagong Virginia Wade      | 2:6, 6:3, 7:6                |
| 1976 | Françoise Dürr Rosemary Casals       | Chris Evert Martina Navratilova     | 6:0, 7:5                     |
| 1977 | Martina Navratilova Betty Stöve      | Sue Barker Ann Kiyomura             | 4:6, 6:2, 6:1                |
| 1978 | Billie Jean King Martina Navratilova | Greer Stevens Mona Guerrant         | 7:6, 4:6, 7:6                |
| 1979 | Martina Navratilova Janet Newberry   | Pam Shriver Betty Stöve             | 4:6, 6:4, 6:2                |
| 1980 | Billie Jean King Ilana Kloss         | Betty Stöve Wendy Turnbull          | 3:6, 6:1, 6:4                |
| 1981 | Sue Barker Ann Kiyomura              | Regina Maršíková Mary-Lou Piatek    | 5:7, 6:4, 6:3                |
| 1982 | Kathy Jordan Pam Shriver             | Sue Barker Barbara Potter           | 7:6, 6:2                     |
| 1983 | Martina Navratilova Pam Shriver      | Jo Durie Barbara Potter             | 6:4, 6:3                     |
| 1984 | Mima Jaušovec Anne White             | Barbara Potter Sharon Walsh         | 6:4, 3:6, 7:6                |
| 1985 | Elise Burgin Martina Navratilova     | Manuela Maleewa Helena Suková       | 6:1, 3:6, 6:3                |
| 1986 | Chris Evert-Lloyd Wendy Turnbull     | Elise Burgin JoAnne Russell         | 6:2, 6:4                     |
| 1987 | Kathy Jordan Martina Navratilova     | Zina Garrison Lori McNeil           | 6:2, 6:4                     |
| 1988 | Katrina Adams Zina Garrison          | Lori McNeil Martina Navratilova     | 6:7, 6:2, 6:4                |
| 1989 | Katrina Adams Zina Garrison          | Gigi Fernández Lori McNeil          | 6:3, 6:4                     |
| 1990 | Doppel wurde nicht gespielt          | Doppel wurde nicht gespielt         | Doppel wurde nicht gespielt  |
| 1991 | Jill Hetherington Kathy Rinaldi      | Patty Fendick Mary Joe Fernández    | 6:1, 2:6, 6:1                |
| 1992 | Patty Fendick Mary Joe Fernández     | Jill Hetherington Kathy Rinaldi     | 7:5, 6:4                     |
| 1993 | Katrina Adams Manon Bollegraf        | Jewgenija Manjukowa Radka Zrubáková | 6:3, 5:7, 7:6                |
| 1994 | Manon Bollegraf Martina Navratilova  | Katrina Adams Zina Garrison         | 6:4, 6:2                     |
| 1995 | Nicole Arendt Manon Bollegraf        | Wiltrud Probst Rene Simpson         | 6:4, 6:2                     |